# Fimbulthul (courant stellaire)

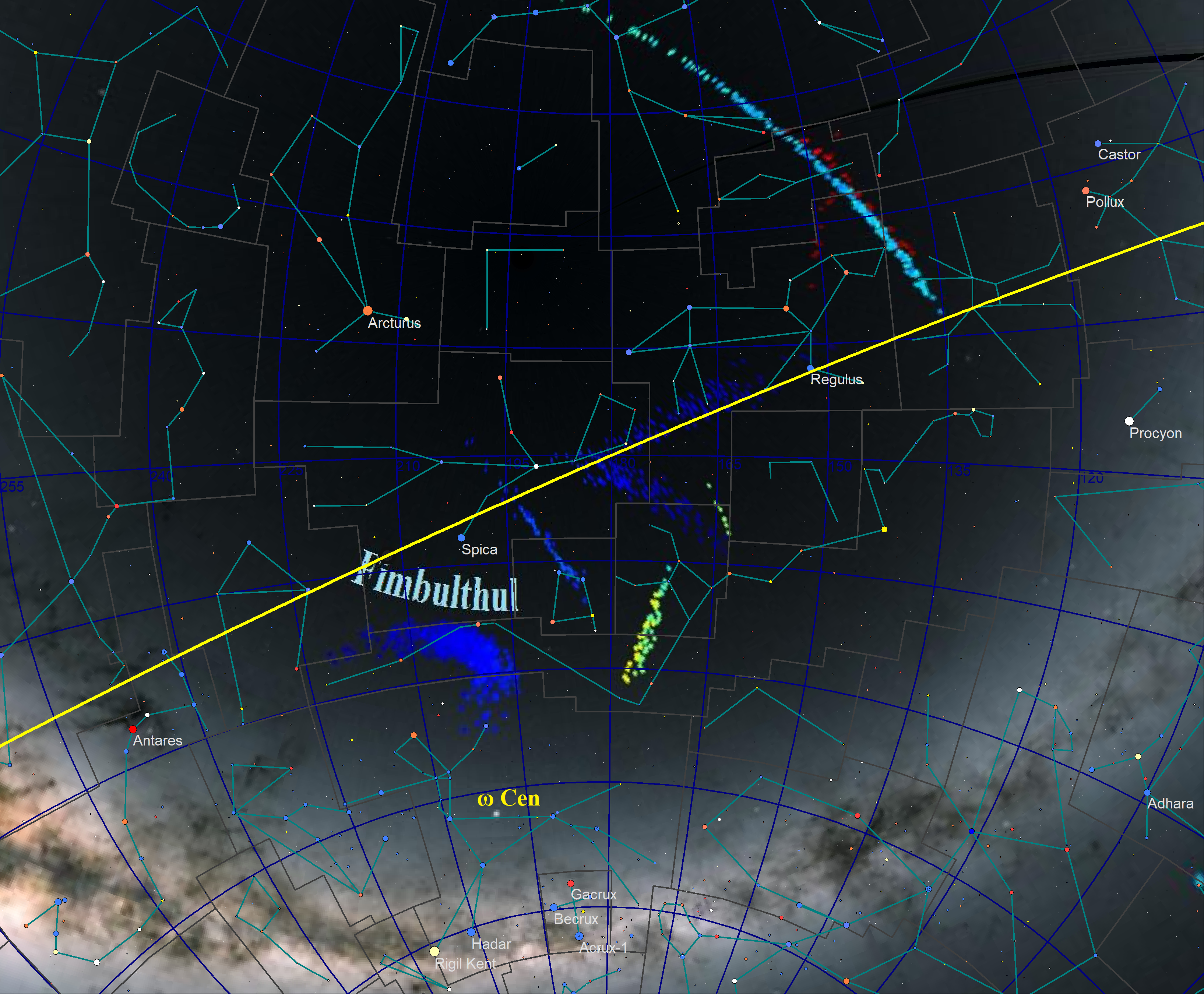
Le courant de Fimbulthul est représenté en bleu. L'amas ω Cen se trouve juste en dessous.

Fimbulthul est un courant stellaire de la Voie lactée. Il semble que les étoiles qui le constituent proviennent de l'amas globulaire Omega Centauri, lequel serait en réalité le noyau d'une galaxie naine qui aurait été dépouillée de ses étoiles externes par les effets de marée de la Voie lactée.
Il est nommé d'après Fimbulthul, une des onze rivières associées à l'Élivágar dans la mythologie nordique.